# هوبشورن
هوبشورن (بالإنجليزية: Hübschhorn)‏ هو أحد جبال سلسلة جبال الألب ليبونتيني ويقع في كانتون فاليز في سويسرا. يحتل المرتبة رقم 141 في قائمة جبال سويسرا من حيث الارتفاع، إذ يبلغ ارتفاعه حوالي 3192 متر، بينما يبلغ ارتفاع نتوء الجبل 325 متر.